# Романюк Тарас Васильович

Обкладинка книги.

Тарас Васильович Романюк (нар. 12 вересня 1959, Косів — † 6 травня 2010, Київ) — протоірей УПЦ КП, дисидент, письменник-публіцист, син патріарха Володимира.

## Біографія
Народився у 1959 році в місті Косів в сім'ї політичних каторжан Марії (до шлюбу Антонюк) та диякона Василя Романюка, що лише за рік до цього повернувся з радянських концтаборів, після десятилітнього заслання за зв'язки з УПА.  Через переслідування родина часто переїжджає. Батько на пів року переїхав до Омська, потім повернувся та разом з сином і дружиною на два роки переїхав до своєї матері та братів у селище Курган (Балаклійського району Харківської області.  У 1964 році повернулися на Покуття. 
В 1966 Тарас пішов до школи в селі Новоселиця, де його батько, після висвячення на священника отримав свою першу парафію. 
У 1972 батька знову арештовують. Молодий Тарас поступає навчатися на факультет журналістики Львівського університету, проте на другому курсі був виключений звідти через тиск КДБ, за відмову засудити погляди батька. Через припинення навчання був призваний до війська у будівельні батальйони. 
Батько перебуваючи в засланні відмовився від радянського громадянства та вийшов з Російської православної церкви. Тарас робить спроби вступити до Одеської, Московської, Ленінградської духовних семінарій, проте безуспішно. Натомість Тараса запросила на навчання Колеґії Св. Андрея, проте виїхати до Канади тоді не вдалося. Тарас у 1981 році поїхав до батька в селище Санґар (Якутська АРСР, РРФСР).  Наступного року батько повернувся із заслання. 
У 1987 році Василь Романюк зміг отримати дозвіл виїхати з СРСР та разом з сином влітку того ж року переїжджає до Канади. У Вінніпезі (провінція Манітоба) Тарас здобуває освіту на теологічному факультеті Колеґії Св. Андрея в Манітобському університеті. 
У 1994 році Тарас повертається вже в незалежну Україну допомагати хворому батькові, на той момент патріарху Української православної церкви, який повернувся раніше. В Україні Тарас одружується. В 1995 році приймає рукоположення у священний сан та стає кліриком Свято-Покровського храму в Києві. 
Після нетривалого перебігу раку 6 травня 2010 року Тарас Романюк помирає. Відспівування відбулося 8 травня в Свято-Покровському храмі де Тарас служив останні п'ятнадцять років свого життя. Похований на кладовищі у Вишгороді. 

## Родина
- Василь Романюк (нар.1925 — †1995) — батько. Патріарх УПЦ КП. Член УПА, двічі був у засланнях. [2]
- Марія Антонюк (нар.1924 — †1985(?)) — матір. Член УПА, була також у засланні. [2]